# 926

## Hlavy států
- České knížectví – Václav I.
- Papež – Jan X.
- Anglické království – Ethelstan
- Skotské království – Konstantin II. Skotský
- Východofranská říše – Jindřich I. Ptáčník
- Západofranská říše – Rudolf Burgundský
- Uherské království – Zoltán
- První bulharská říše – Symeon I.
- Byzanc – Konstantin VII. Porfyrogennetos